# Charles-Benjamin de Lubières
Charles-Benjamin de Langes de Montmirail, baron de Lubières, né à Berlin en 1714 et mort le 1er juin 1790, est un mathématicien genevois.

## Biographie

### Origines et famille
Charles Benjamin de Lubières naît en 1714 à Berlin.
Son père, François de Langes de Lubières, est le gouverneur de la principauté d'Orange de 1697 à 1701 et de la principauté de Neuchâtel de 1717 à 1720 ; sa mère, née Marie Calandrini (1677-1762[réf. souhaitée]), est Genevoise. 
Il est le septième d'une fratrie de huit enfants, dont il est le seul fils survivant. Deux de ses sœurs aînées vivent également jusqu'à l'âge adulte et épousent, pour l'une, la plus grande fortune de Genève, Amédée Lullin, et pour l'autre, un riche négociant, Antoine Saladin. 
Il est l'oncle par alliance d'Horace Bénédict de Saussure. 
Le 22 octobre 1764, il épouse à Genève Olympe Camp (1709[réf. souhaitée]-1785), frère d'Ami Camp, l'un des banquiers de Voltaire à Lyon avec Jean Robert Tronchin.  Le couple n'a pas d'enfant. 

### Études, parcours politique et fonctions
Correspondant de Voltaire, il suit à l'âge de 15 ans le premier cours de mathématiques mis en place par Gabriel Cramer à l'Académie de Genève. 
En 1732, il devient bourgeois de Genève (citoyen de Genève), et plus tard gouverneur de Neuchâtel. 
En 1752, il devient membre du Conseil des Deux Cents de Genève (République de Genève). 

### Mort
Il meurt le 1er juin 1790, à l'âge de 76 ans. 

## Publications et contributions
Lubières est l’auteur d’un Éloge du mathématicien Gabriel Cramer, d’une Relation de voyage en Italie, d’extraits de l’Essai analytique sur les facultés de l’âme, de Charles Bonnet et des Considérations sur les corps organisés.
Il a rédigé les articles Probabilité, Idée, Induction pour l’Encyclopédie de Diderot.
Il est également l'auteur de cahiers d'observations météorologiques, réalisées au Petit-Saconnex et en ville de Genève de 1760 à 1785. Ses notes, « d'une méthode et d'une précision remarquables », sont léguées en 1911 à Observatoire de Genève.